# Cuarenta y seis
El cuarenta y seis (46) es el número natural que sigue al cuarenta y cinco y precede al cuarenta y siete.

## Propiedades matemáticas
- Es un número compuesto, que tiene los siguientes factores propios: 1, 2 y 23.
- Un número semiprimo.
- Número de Erdős-Woods.

## Ciencia
- 46 es el número atómico del paladio.